# Mutagénèse aléatoire
La mutagénèse aléatoire est une technique qui consiste à induire des mutations génétiques, afin d'obtenir un grand nombre de mutants, pouvant être par la suite sélectionnés. Ces mutations peuvent être obtenues en modifiant les propriétés du milieu (concentration en ions, enzymes…), par l'action de composés mutagènes chimiques ou encore par irradiation.

## Objectif
La mutagénèse aléatoire sert principalement à localiser des gènes codant un phénotype particulier. En effet, après avoir obtenu des mutations dans diverses régions du génome, les mutants sont triés à l'aide d'un crible et seuls seront gardés ceux qui présenteront le caractère que l'on veut observer. Une fois le(s) gène(s) identifié(s), on pourra utiliser la mutagénèse dirigée pour créer des mutations plus ciblées et étudier leurs impacts sur le phénotype.
Lorsqu'on sait peu de choses sur la fonction d'une protéine, la mutagénèse aléatoire est souvent utilisée comme première étape d'investigation. L'analyse des mutants obtenus donne plus d'informations sur la fonction et les gènes associés à cette protéine. L'intérêt de cette stratégie est qu'elle permet de réduire le champ de recherches à un fragment beaucoup plus petit.

## Processus
Il s'agit de favoriser les mutations dans l'environnement dans lequel se trouve l'ADN, soit en modifiant les propriétés du milieu (concentration en ions, enzymes…), ou par l'action de composés mutagènes chimiques ou physiques.

### PCR mutagène
Il existe des systèmes de réparation de l'ADN qui interviennent au cours de sa synthèse et remplacent les mauvais nucléotides. Un moyen d'augmenter le nombre d'erreurs, et donc de mutations, est de jouer sur ces systèmes de correction. Par exemple, on utilisera une Taq polymérase qui n'a pas d'activité de relecture. Elle ne pourra donc pas corriger les erreurs commises durant la réplication de l'ADN. Le principe consiste à jouer sur les paramètres de la PCR pour "forcer" la Dna polymerase introduire des erreurs (biaiser les concentrations en dNTPs et en Mg2+, ajouter du Mn2+, etc.).

### Mutation par action de composés mutagènes
Les modifications chimiques :
- analogues de bases ;
- désamination des bases ;
- agent alkylant.

Les mutations dues aux modifications chimiques provoquent une altération de l'appariement, il faut deux réplications d'ADN pour que la mutation soit fixée.
Les modifications physiques :
- radiations ionisantes ;
- rayonnement ultraviolet ;
- agents oxydants.

Les agents physiques provoquent des altérations dans l'ADN (cassure, modification de la structure…).

## Applications

### Médecine
Une application directe de la mutagénèse aléatoire est l'amélioration des antibiotiques. Elle a entre autres permis de passer la production de pénicilline de quelques milligrammes à 40 grammes par litre.
Cette utilisation de la mutagénèse nécessite de déterminer les paramètres du traitement (concentration, durée d'exposition…), le plus souvent de sorte qu'on obtienne une mutation par cellule. Dans le cas où plusieurs mutations sont créées, il existe un risque que certaines d'entre elles annulent les effets bénéfiques des autres.

### Agronomie
Une application de la mutagénèse aléatoire est l'obtention de nouvelles variétés, considérées par certains comme des formes d'organismes génétiquement modifiés. Cette technique est utilisée depuis 1930. Le crible permettant de sélectionner un mutant peut être varié comme l'obtention de pépins plus gros, de fruits plus sucrés ou de nouvelles couleurs.